# Закон Канзас-Небраска

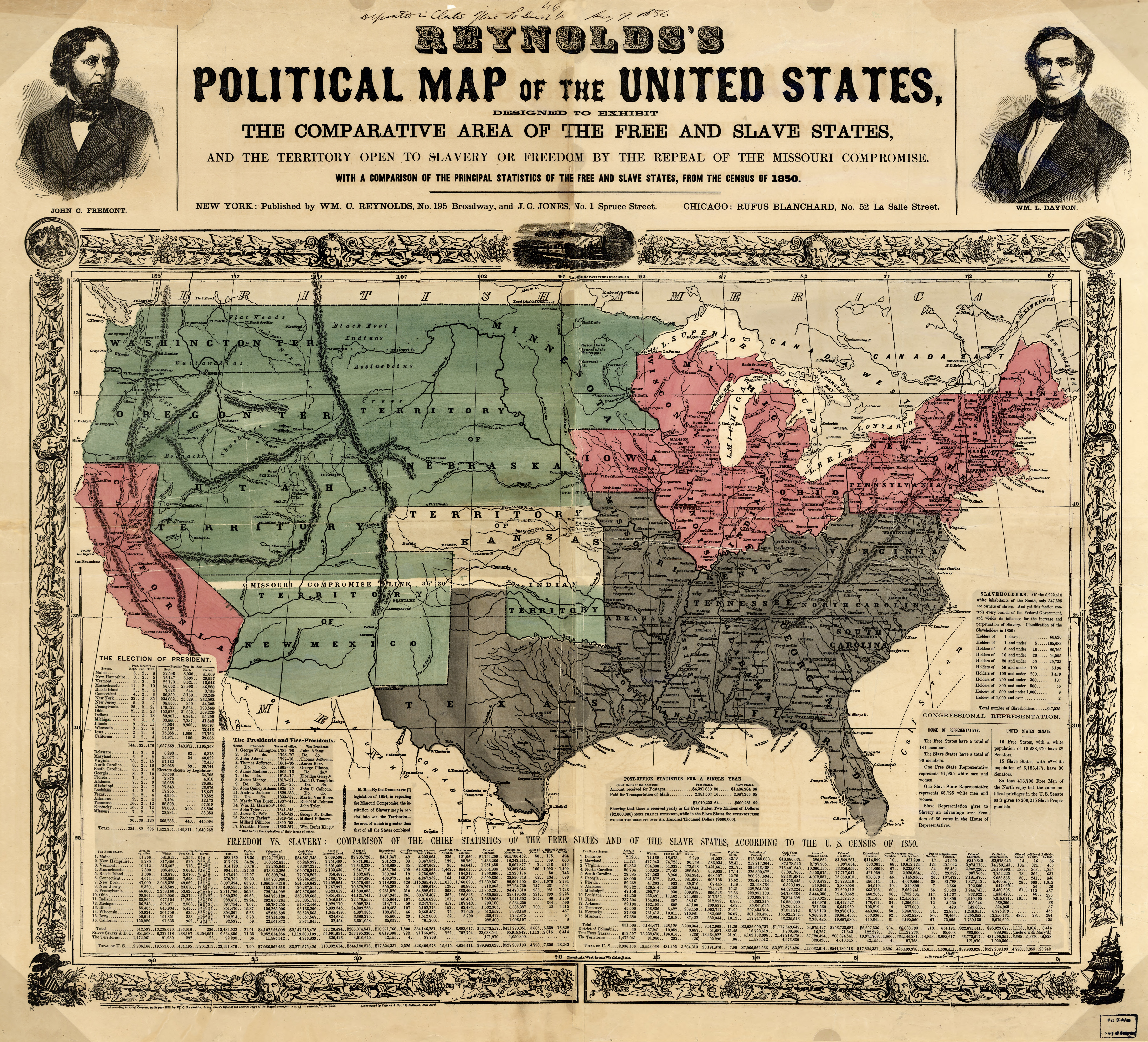
Политическая карта США 1856 года, на которой отмечены свободные штаты (красный), рабовладельческие штаты (серый), территории США (зелёный) и Канзас в середине

Акт Канзас-Небраска (англ. Kansas-Nebraska Act) — закон, принятый Конгрессом США 30 мая 1854 года, образовавший новые территории Канзас и Небраска и открывший их для заселения c целью содействия строительству трансконтинентальной железной дороги. Акт был разработан сенатором Стивеном Дугласом, принят Конгрессом и подписан президентом Фраклином Пирсом. Фактически закон отменил принятый Конгрессом в 1820 году Миссурийский компромисс, что привело к росту напряженности между севером и югом.
В 1803 году Соединённые Штаты значительно расширили свои территории благодаря Луизианской покупке, а с 1840-х годов Дуглас стремился создать территориальное правительство в той части новых территорий, которая все еще оставалась неорганизованной. Усилия Дугласа были сведены на нет сенатором Дэвидом Райсом Атчисоном из Миссури и другими политическими лидерами юга, которые отказались поддержать создание территорий, на территории которых было бы запрещено рабство (по условиям Миссурийского компромисса оно не допускалось на территориях, создаваемых к северу от 36°30' северной широты за исключением самого штата Миссури). Чтобы заручиться поддержкой южан, Дуглас согласился поддержать отмену Миссурийского компромиса: теперь статус рабства на территориях должен был определяться жителями этих земель в рамках политики народного суверенитета.
Законопроект Дугласа был одобрен Сенатом с большим перевесом (37 — «за» и 14 — «против»), но столкнулся с более сильной оппозицией в Палате представителей. Несмотря на то что северные виги решительно выступили против закона, он был принят Палатой представителей при поддержке почти всех южан и некоторых северных демократов 113 голосами против 100. 23 мая 1854 года билль был подписан президентом Пирсом и стал законом. После этого в Канзас массово отправились сторонники и противники рабства, чтобы проголосовать за рабство или против него, что привело к серии вооруженных столкновений, известной как Кровавый Канзас. Дуглас и Пирс надеялись, что идея народного суверенитета поможет положить конец общенациональным дебатам по поводу рабства, но закон Канзас—Небраска возмутил северян. Раскол между сторонниками и противниками рабства привёл к распаду партии вигов, большая часть северных членов которой присоединилась к новой Республиканской партии. Закон и вызванная им напряженность по поводу рабства стали ключевыми событиями, приведшими к Гражданской войне в США. В 1861 году Канзас вошёл в состав Союза как свободный штат, Небраска получила этот статус уже после окончания войны, в 1867 году.